# 云南堇菜
云南堇菜（学名：Viola yunnanensis）为堇菜科堇菜属的植物，是中国的特有植物。分布于中国大陆的云南、四川、海南等地，生长于海拔1,300米至2,400米的地区，常生于沟谷、山地林下、林缘草地和路旁岩石上较湿润处，目前尚未由人工引种栽培。
其种加词 yunnanensis 意为“云南的”。

## 别名
滇堇菜（云南种子植物名称）、拟柔毛堇菜（拉汉种子植物名称）

## 异名
- Viola curvistylis Boissieu & Captin.
- Viola curvistylis Boissieu ex Gagnep.
- Viola lecomteana W.Becker
- Viola lecomteana W.Becker ex Gagnep.
- Viola malvina Ridl.
- Viola ovalifolia W.Becker